# Sebastian Wimmer
Sebastian Wimmer lub Westel Wimmer (ur. 5 stycznia 1902 w Dingolfing, zm. ?) – członek załogi obozowej Majdanka oraz SS-Hauptsturmführer.
Urodził się w Dingolfing w Bawarii, z zawodu był  policjantem. Od marca 1923 do lutego 1935 służył w policji krajowej w Monachium. Członek SS od 1 marca 1935 roku (nr 264 374) z przydziałem do I pułku SS-Totenkopf "Górna Bawaria" (I SS-Totenkopfstandarte "Oberbayern"), który stacjonował w KL Dachau. Początkowo był również oficerem SS (SS-Führer), a  od 1 lutego 1939 roku także oficerem w batalionie specjalnym (Führer in SS-Einsatz-Sturmbann) tego pułku. Na jesień 1939 roku wcielono go do 3. Dywizji Pancernej SS "Totenkopf" (3. SS-Panzer Division "Totenkopf"). Od 26 stycznia 1942 do 7 września 1942 roku służył w 2. Dywizji Pancernej SS "Das Reich" (2. SS-Panzer-Division "Das Reich"), skąd został przeniesiony ponownie do 3. Dywizji Pancernej SS "Totenkopf". 8 września 1942 roku stał się etatowym funkcjonariuszem SS-WVHA, skąd 20 września 1942 roku przeniesiono go na stanowisko kierownika wydziału III w KL Majdanek. Funkcję tę sprawował do 16 lutego 1943 roku, po czym 1 marca został zastępcą kierownika wydziału III KL Dachau, a od 15 marca do 1 października 1944 kierował nim już sam. Następnie powołany został na stanowisko instruktora szkoły pomocniczej służby kobiet SS (SS-Helferinnenschule), podlegającej organizacyjnie Głównemu Urzędowi Dowodzenia SS (SS-Führungshauptamt).
Do 4 maja 1945 r. dowodził załogą SS w zamku Itter w Tyrolu. 
Jego losy powojenne nie są znane.